# Trochogyra leptotera
Trochogyra leptotera е вид коремоного от семейство Charopidae.

## Разпространение
Видът е разпространен в Аржентина, Бразилия, Парагвай, Уругвай и Чили.